# Koning der Nederlanden
Koning(in) der Nederlanden is de titel waarmee het staatshoofd van het Koninkrijk der Nederlanden wordt aangeduid. In de Nederlandse Grondwet wordt het staatshoofd kortweg aangeduid met Koning. Nederlandse wetten en koninklijke besluiten openen met de preambule Wij, (naam van het staatshoofd), bij de gratie Gods, Koning(in) der Nederlanden, Prins(es) van Oranje-Nassau, enz. enz. enz.

## Titel
De rol van koning kan zowel door een man als een vrouw vervuld worden. Als de "koning" een vrouw is krijgt deze de aanspreektitel koningin (met grondwettelijke taak). De echtgenote van een staatshoofd is prinses-gemalin, maar kan (wettelijk besluit) aangesproken worden met de aanspreektitel koningin (zonder grondwettelijke taak). Om verwarring met het grondwettelijke begrip "Koning" te voorkomen, wordt de echtgenoot van een vrouwelijk staatshoofd geen koning genoemd. In die gevallen krijgt de prins-gemaal de aanspreektitel Prins der Nederlanden. De koning voert tevens een aantal erfelijke adellijke en heerlijke titels. Op de titels Koning der Nederlanden en Prins van Oranje-Nassau na voert men in het normale gebruik deze zogenoemde "grote titulatuur" niet, ze worden in de preambule vervangen door "enz. enz. enz.".

## Functie
De rol van de Koning in de regering is beschreven in artikel 2 van het Statuut voor het Koninkrijk der Nederlanden. Bepalingen over de erfopvolging en huwelijk zijn opgenomen in hoofdstuk 2 van de Grondwet.

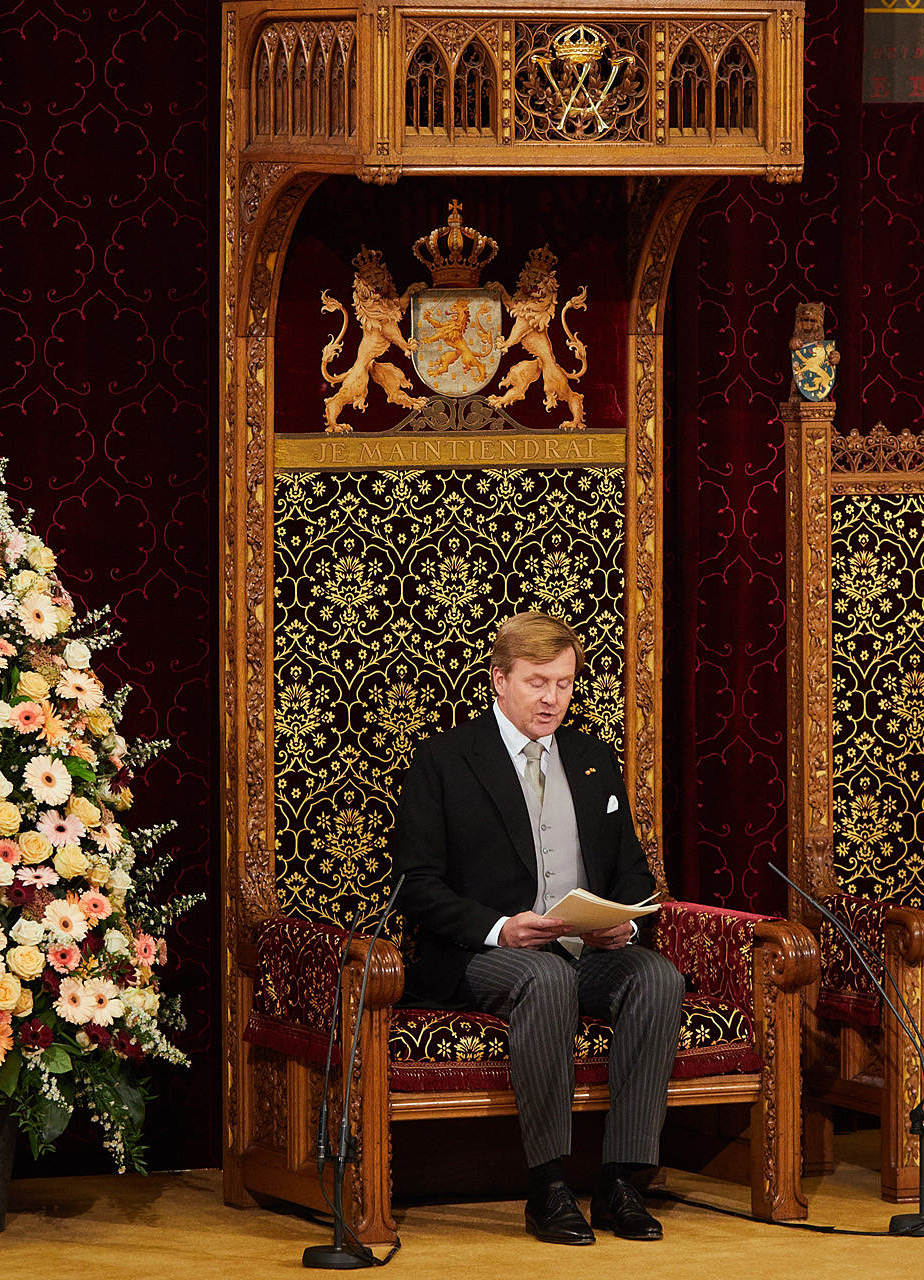
Koning spreekt de troonrede uit (2017)

Met de grondwetsherziening van 1848 werd de macht van de Koning beperkt. De Koning is onschendbaar en de ministers verantwoordelijk. Ministers moeten voor het beleid van de regering verantwoording afleggen aan het parlement.
De Koning voert de regering van het Koninkrijk en van elk der landen. In het Caribisch gedeelte van het Koninkrijk wordt hij vertegenwoordigd door een gouverneur. Als staatshoofd legt de Koning (staats)bezoeken af, ontvangt hij staatshoofden, andere hoogwaardigheidsbekleders en nieuwe ambassadeurs, beëdigt diverse functionarissen en symboliseert hij de eenheid van de staat. Ook vertegenwoordigt hij het Koninkrijk in binnen- en buitenland.
Samen met de ministers vormt hij de kroon. De Koning symboliseert de eenheid van de regering. In die hoedanigheid is de Koning degene die wetten en koninklijke besluiten ondertekent en internationale verdragen bekrachtigt. In deze rol is in het algemeen een contraseign van een minister of staatssecretaris vereist. Met name de wetten en Algemene maatregelen van bestuur passeren in het wet- en regelgevingsproces de Koning meerdere malen omdat de Koning deze namens de regering aanbiedt bij de Raad van State en het parlement. De Koning ontvangt de notulen van de ministerraad, spreekt in persoon wekelijks met de minister-president en regelmatig met de andere bewindspersonen en legt regelmatig werkbezoeken met hen af binnen hun beleidsterrein. Daarnaast laat de Koning zich informeren door andere politici en talloze andere mensen uit de Nederlandse samenleving. De kennis van zaken die hij daarbij opdoet stelt hem in staat inhoud te geven aan zijn rechten en plichten volgens de grondwet. Hij gebruikt hierbij de drie rechten van een monarch in een moderne democratie: het recht om te worden geïnformeerd, om te waarschuwen en om aan te moedigen. Op Prinsjesdag spreekt de Koning namens de regering de troonrede uit. De ministers zijn verantwoordelijk voor het handelen van de Koning. Het staatshoofd heeft daarom binnen de kroon de plicht zijn handelen af te stemmen met de ministers.
De Koning is volgens de Grondwet voorzitter van de Raad van State, dit betreft een louter ceremoniële en symbolische functie. De dagelijkse leiding berust bij de vice-president.
Aan het einde van de kabinetsformatie benoemt en beëdigt de Koning nieuwe bewindspersonen. Gedurende de kabinetsformatie wordt de Koning vanwege zijn grondwettelijke functie als staatshoofd en lid van de regering geïnformeerd over de gang van zaken. 
Naast zijn formele taken als staatshoofd heeft de Koning een samenbindende, vertegenwoordigende en aanmoedigende rol, geeft een gezicht aan de nationale gevoelens die onder burgers leven bij vreugdevolle en treurige gebeurtenissen, is vertegenwoordiger van het Koninkrijk. De Koning dient zich zo goed mogelijk op de hoogte te stellen van de ontwikkelingen in het Koninkrijk. Dit brengt met zich mee dat hij en andere leden van het Koninklijk Huis jaarlijks aanwezig zijn bij vele openingsbijeenkomsten, vieringen, herdenkingsplechtigheden en andere officiële evenementen. 

### Rechten en plichten volgens de Grondwet
Bij overlijden van de koning(in) of afstand van het koningschap (abdicatie), wordt de opvolger (als die er is) koning. Als er geen opvolger is, wordt een nieuwe koning benoemd door de Staten-Generaal.
In hoofdstuk 2 van de Nederlandse Grondwet is de erfopvolging van de koning geregeld. De Kroon is opgedragen aan de nakomelingen van koning Willem I, prins van Oranje Nassau. Wanneer het vooruitzicht bestaat dat een erfopvolger zal ontbreken, kan een opvolger bij wet worden benoemd.

In de grondwet is ook opgenomen dat de koning wordt ingehuldigd. De inhuldiging vindt plaats in de hoofdstad Amsterdam in een openbare verenigde vergadering van de Staten-Generaal. Bij zijn inhuldiging legt de koning een eed of belofte af. Dit is voor het laatst opgenomen in lagere regelgeving uit 1992, de Wet beëdiging en inhuldiging van de Koning. De tekst luidt:
"Ik zweer (beloof) aan de volkeren van het Koninkrijk dat Ik het Statuut voor het Koninkrijk en de Grondwet steeds zal onderhouden en handhaven.
Ik zweer (beloof) dat Ik de onafhankelijkheid en het grondgebied van het Koninkrijk met al Mijn vermogen zal verdedigen en bewaren; dat Ik de vrijheid en de rechten van alle Nederlanders en alle ingezetenen zal beschermen, en tot instandhouding en bevordering van de welvaart alle middelen zal aanwenden welke de wetten Mij ter beschikking stellen, zoals een goed en getrouw Koning schuldig is te doen.
Zo waarlijk helpe Mij God almachtig!

(Dat beloof Ik!)"

## Regerend koning van het vrouwelijk geslacht
De Wet van 22 juni 1891, betreffende de wettelijk vastgestelde formulieren, ambtstitels en officieele benamingen in verband met het overgaan van de Kroon op eene Koningin bepaalt (in artikel 1) dat zolang een koningin de kroon draagt, bij 'het gebruik van alle wettelijk vastgestelde formulieren, ambtstitels en officiële benamingen, waarin het woord "Koning" voorkomt', in plaats daarvan het woord "Koningin" wordt gebezigd, 'met inachtneming van de daardoor noodzakelijk wordende taalkundige veranderingen'.
Dit was van toepassing vanaf het moment dat de wet in werking trad tot de troonswisseling in 2013. Het betrof bijvoorbeeld de preambule en de termen commissaris en Kabinet der Koningin.

## Ondersteuning
De Koning wordt bij de uitvoering van zijn taken ondersteund door verschillende organisaties:
- Kabinet van de Koning. Dit bereidt staatsbezoeken, werkbezoeken en beëdigingen voor. Het is ook de schakel tussen de koning en andere leden van de regering. Verzoeken aan de Koning stuurt het Kabinet door naar de verantwoordelijke bewindspersonen.
- Dienst van het Koninklijk Huis. Deze dienst ondersteunt de koning, de koningin en andere leden van het Koninklijk Huis bij hun dagelijks werk. De medewerkers werken vooral in Paleis Noordeinde te Den Haag.
- De Rijksvoorlichtingsdienst verzorgt de berichtgeving over het Koninklijk Huis en hoort organisatorisch bij het ministerie van Algemene Zaken